# Ранкорн (город)
Ранкорн (англ. Runcorn) — промышленный город и порт в графстве Чешир в Великобритании, входит в состав унитарной единицы Холтон. В 2011 году в городе проживало 61 789 человек.

## География
Город находится на южном берегу реки Мерси напротив города Уиднес. Вверх по течению реки в 13 км к северо-востоку находится город Уоррингтон, вниз по течению в 26 км к западу находится город Ливерпуль. Город — часть унитарной единицы Холтон, состоящей из городов Уиднс и Ранкорн и их пригородов (общее население — 125 700 на 2011 год).
В городе находится станция железной дороги West Coast Main Line, которая соединяет Ранкорн с Ливерпулем, Бирмингемом и Лондоном. Через город проходит дорога А533 (англ.), пересекая Мерси по мосту Силвер-Джубили (англ.).

## История

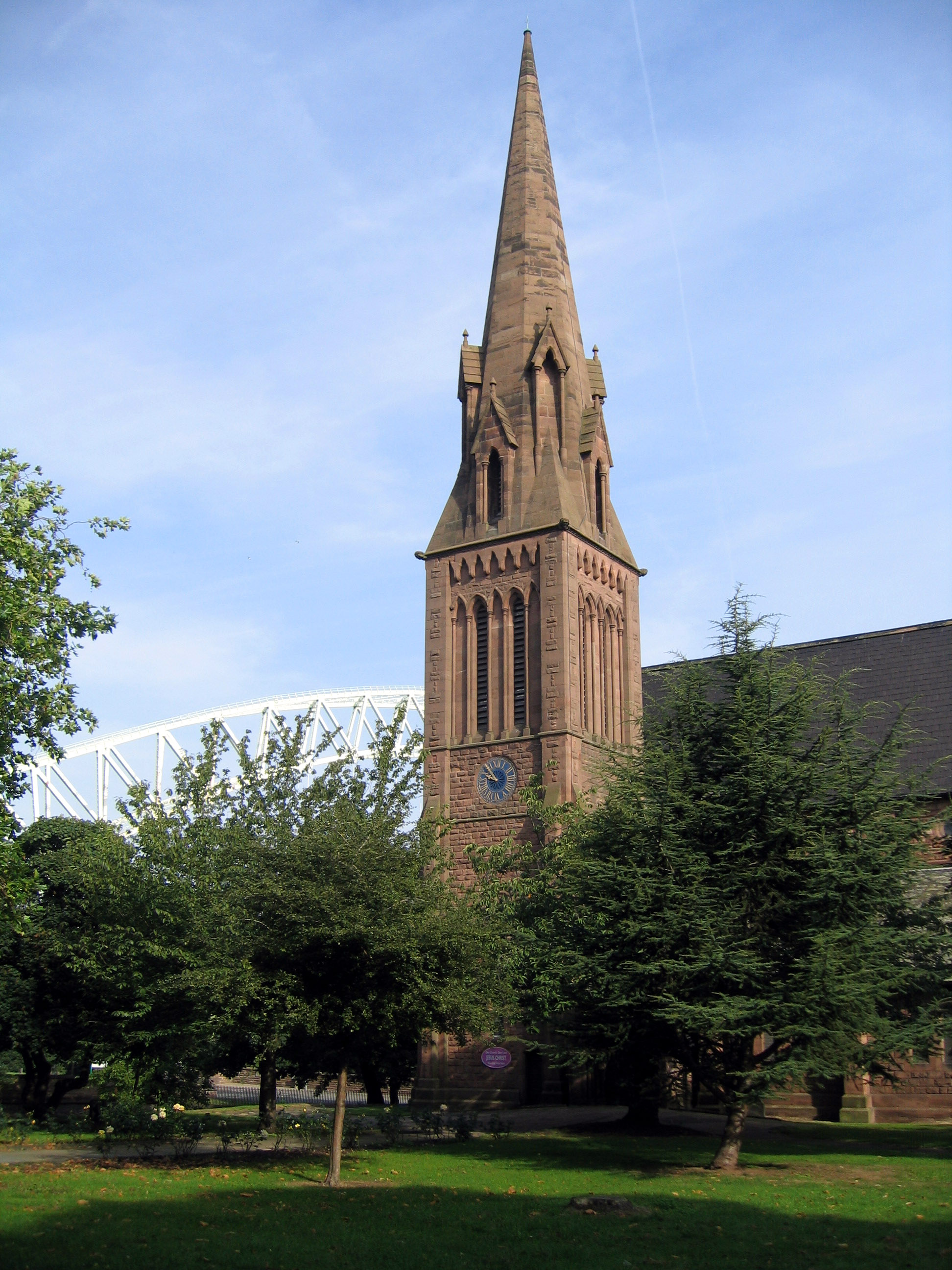
Костёл Всех святых

Впервые Ранкорн упоминается в англосаксонской хронике как Rumcofan, в значении «широкая бухта или залив» (на старо-английском «rúm» — широкий, «cofa» — бухта или залив). Другие известные названия поселения — «Rumcoven», «Ronchestorn», «Runckhorne», and «Runcorne». О ранней истории города данных немного: было найдено несколько объектов каменного, бронзового и железного веков, а также свидетельства пребывания на территории римлян.
Первое задокументированное событие на территории Ранкорна — постройка Этельфледой Мерсийской укреплений для защиты северных границ Мерсии от викингов в 915 году. После завоевания норманнами, Вильгельм Завоеватель передал Чешир Гуго д’Авраншу, который предоставил Холтон во владения Найджелу. В 1115 году сын Найджела, Уильям Фицнайджел, основал в Ранкорне монастырь августинцев. В 1134 году монастырь переехал в Нортон, а в 1391 году получил статус аббатства. В 1536 году монастырь был распущен, а девять лет спустя монастырские земли и здания были проданы сэру Ричарду Бруку, который превратил их в поместье.
Во время Английской революции замок Холтон удерживали роялисты во главе с Джоном Саваджем. Крепость была осаждена и взята два раза в 1643 и 1644 годах. В 1656 году Ранкорн описывали как небольшой приход в несколько многоквартирных домов. Поселение ещё около века оставалось очень небольшим до конца XVIII века, когда через город провели дорогу, и он стал курортом.
Во время XVIII века начал активно развиваться водный транспорт, были построены каналы (в том числе знаменитый Бриджуотерский), соединившие Ранкорн с большей частью Англии. Начали разрабатываться карьеры песчаника, компании судостроения, машиностроения, производства мыла и химикатов открывались как в городе, так и в его окрестностях. К концу XIX века город стал центром химического и дубильного производства. В 1868 году был открыт железнодорожный мост через Мерси, который связал город с Ливерпулем.
Динамика населения:
| 1901  | 1911  | 1921  | 1931  | 1941  | 1951  | 1961  | 2001  | 2011  |
| ----- | ----- | ----- | ----- | ----- | ----- | ----- | ----- | ----- |
| 16491 | 17353 | 18476 | 18127 | 21718 | 23931 | 26035 | 60072 | 61789 |

## Экономика
Из традиционных для Ранкорна производств сохранилось только химическое. Многие годы доминировала компания Imperial Chemical Industries, которая после 2008 года перешла под управление Ineos. Она произвоит химикаты, включая хлор, хлорсодержащие соединения, винилхлорид, тяжелые химикаты, щелочи и фторсодержащие соединения. Отдельное подразделение производит соли из соляного раствора, транспортируемого из соляных полей центрального Чешира.
Город функционирует как порт на Манчестерском канале.